# Lamine Sané
Ludovic Lamine Sané (* 22. März 1987 in Villeneuve-sur-Lot, Frankreich) ist ein senegalesischer Fußballspieler. Der Innenverteidiger steht beim FC Utrecht in der niederländischen Eredivisie unter Vertrag und spielt für die senegalesische Nationalmannschaft.
Er ist der Bruder von Salif Sané.

## Karriere

### Vereine
Sané gab am 13. Dezember 2009 bei der 0:1-Niederlage gegen Olympique Lyon sein Debüt für Girondins Bordeaux in der Ligue 1.
Zur Spielzeit 2016/17 wechselte er zum deutschen Bundesligisten Werder Bremen. Am 1. Oktober 2016 erzielte er beim 2:2 im Auswärtsspiel gegen Darmstadt 98 sein erstes Bundesligator. In Bremen war er zunächst unumstrittener Stammspieler in der Innenverteidigung und bestritt einen Großteil der Spiele, obwohl er am Mannschaftstraining wegen Knieproblemen nicht immer teilnehmen konnte.
Im Herbst 2017 verlor Sané seinen Stammplatz unter dem neuen Trainer Florian Kohfeldt an Miloš Veljković, dessen bessere Fähigkeiten im Spielaufbau Kohfeldts Spielanlage entgegenkommt. Sané, der regelmäßige Einsätze brauchte, um sich für die Teilnahme an der Fußball-Weltmeisterschaft 2018 zu empfehlen, entwickelte daraufhin den Wunsch, Werder Bremen zu verlassen. Zunächst lehnte der Verein dies jedoch ab. Ende Januar 2018 erschien Sané unentschuldigt nicht zum Training und provozierte somit seine Suspendierung.
Am 20. Februar 2018 wechselte er schließlich zum MLS-Franchise Orlando City. Nach etwa zwei Jahren in den USA wechselte Sané in der Saison 2019/20 in die niederländische Eredivisie zum FC Utrecht.

### Nationalmannschaft
2010 wurde Sané erstmals in die senegalesische A-Nationalmannschaft einberufen. Am Afrika-Cup 2017 nahm er auch wegen seiner Knieprobleme nicht teil.